# Rio Quente
Rio Quente, amtlich portugiesisch Município de Rio Quente, ist eine brasilianische politische Gemeinde im Bundesstaat Goiás. Sie liegt südsüdwestlich der brasilianischen Hauptstadt Brasília und 135 km südsüdöstlich von Goiânia, der Hauptstadt des Bundesstaates.
Die Bevölkerungszahl wurde zum 1. Juli 2019 auf 4493 Einwohner geschätzt, die auf einer Gemeindefläche von rund 243,5 km² leben und Rio-Quentenser  (rio-quentenses) genannt werden. Sie steht an 197. Stelle der 246 Munizips des Bundesstaates.

## Geographische Lage
Rio Quente grenzt
- von Norden bis Osten an Caldas Novas
- im Südosten an Marzagão
- im Süden an Água Limpa
- im Westen an Morrinhos